# Комни
Комни (фр. Commeny) је насељено место у Француској у региону Париски регион, у департману Долина Оазе.
По подацима из 2011. године у општини је живело 384 становника, а густина насељености је износила 81,36 становника/km².

## Демографија
| 1962. | 1968. | 1975. | 1982. | 1990. | 2011. |
| ----- | ----- | ----- | ----- | ----- | ----- |
| 227   | 223   | 227   | 293   | 352   | 384   |